# 工藤れいか
工藤 れいか（くどう れいか、1988年5月12日 - ）は、日本のAV女優。
身長:152cm。スリーサイズ:B84(C)・W60・H85。

## 略歴
2008年にAVデビュー。

## 出演作品

### アダルトビデオ
2008年
- 初撮りバイブル 2 （2月13日、プレステージ）
- 高貴美少女学園 25 （3月1日、プレステージ）
- エスカレートするドしろーと娘 127 （3月1日、プレステージ）
- 憧れの先生の体をゲットした深町君のHなイタズラ （3月6日、グローリークエスト）
- 美人OLのランチタイム 2 （3月20日、グローリークエスト）オムニバス作品
- 新入女子社員 酔わせてレイプ 泥酔女子社員 （4月4日、ヒビノ）
- 女子校生輪姦遊び （4月5日、フリーダム）
- 自由学園金蹴部活動 金玉蹴潰 （4月5日、フリーダム）
- ダブろり （4月25日、メディアステーション）
- 性的浴場 貸切ソープランド 3 （5月8日、アキノリ）
- REC 43 （5月13日、プレステージ）
- ぴゅあは～と （5月18日、メディアステーション）
- GALSONA 001 （5月23日、プレステージ）
- ANGEL Reika 　(6月1日、グラフィス)
- 強制大股開きで大事なアソコが見られっぱなしの生公開羞恥王様ゲーム （6月5日、SODクリエイト）
- 性的レズ浴場 貸切レズソープランド （6月18日、アキノリ）
- 完全ノーモザイク主義 6 （6月25日、未来・フューチャー）
- IP OFFICE 2 （7月1日、アイデアポケット）
- ダンナ様大好き女子校生奥さまのHな生活 （7月3日、グローリークエスト）
- 女子校生れず 先輩と私 81 （7月4日、U&K）
- スペルマ・ラブストーリー （7月4日、映天）
- 美少女の足裏 7 （7月5日、フリーダム）オムニバス作品
- ルームサービス （7月11日、アップス）
- 姉妹陵辱浣腸羞恥責め （7月17日、ヒビノ）
- 闇営業中のフル勃起エステ 3 （7月20日、ホットエンターテイメント）
- 万引き少女いいなりレイプ 2 （7月25日、I.B.WORKS）オムニバス作品
- 仮性包茎の皮をのばしてベロつっこんで!!! VOL.06 （7月25日、ジャネス）オムニバス作品
- EROSTY CLIP Returns VOL.05 （7月25日、未来・フューチャー）オムニバス作品
- フェラチオ フェスティバル 10 （8月1日、アイデアポケット）オムニバス作品
- 手コキクリニック THE INTERNATIONAL （8月7日、SODクリエイト）
- 白限定スケスケ競泳水着遊戯 Vol.01 （8月15日、ジャネス）オムニバス作品
- ザ・ギャルナン・ゲット 53 （8月21日、グローリークエスト）
- 自画撮り ピストンディルドオナニー （9月13日、ムービーメーカー）オムニバス作品
- 社内美人コンテスト 5 （9月18日、SODクリエイト）
- 素人コギャルHEAVEN 4時間 NEO 8 （9月19日、ケイ・エム・プロデュース）オムニバス作品
- 強制小便口浣腸 イラマ少女 （9月19日、ドグマ）
- ギャルズライフ （9月19日、ミスター・インパクト）オムニバス作品
- イッたら負けよ! なめ犬シックスナイン一本勝負 （9月19日、映天）オムニバス作品
- 新聞販売店所長の女子奨学生猥褻映像 （9月25日、レッド）オムニバス作品
- 2回連続 大量ザーメン 激顔射 （10月1日、V (ヴィ)）オムニバス作品
- M男悶絶 射精直後の亀頭責め （10月5日、未来・フューチャー）オムニバス作品
- フェラコレ2008秋SP （10月11日、隼エージェンシー）オムニバス作品
- レイプターゲット （10月11日、隼エージェンシー）オムニバス作品
- 逆ナンパ女子校生 2 （10月11日、隼エージェンシー）オムニバス作品
- 悶絶×秘書×輪姦 （10月13日、MOODYZ）
- 万引き女子高生中出し折檻ハメ撮りビデオ （10月13日、カルマ）オムニバス作品
- パイパンスジっ娘中出し 甘えんぼ美少女れいかちゃん 私のパイパン見て下さい （10月15日、ロータス）
- 中出し強要ギャル痴女 NEO 4時間 4 （10月17日、ケイ・エム・プロデュース）オムニバス作品
- 完全撮りおろし カリスマアイドル対抗!! ガチフェラ早出しバトル （10月17日、レアル・ワークス）オムニバス作品
- 暴虐強姦アクメ （10月18日、ベイビーエンターテイメント）
- 手コキでベロちゅ～ 4 （10月19日、イエロー）オムニバス作品
- 潮吹き女子校生 激イカセアクメ （10月19日、キッチュ）
- らみぃ女王様のミストレスレズ奴隷 4 （10月25日、ジャネス）
- ブーツが似合う女のペニバン調教 2 （10月25日、未来・フューチャー）
- 第1回SOD女子社員 社内一斉抜き打ち びちょ濡れ下半身高感度調査♥ （11月6日、SODクリエイト）
- フェラコレ☆ナンパ編 （11月8日、隼エージェンシー）オムニバス作品
- ふたなりレズ 19 （11月15日、イマージュ）
- 人のチンポコを笑うな （11月19日、ドグマ）
- 官能小説朗読オナニ～ 4 （11月19日、イエロー）オムニバス作品
- 性感騎乗位クリニック 2 （11月20日、ピーターズ）
- &Fashion 127 （11月21日、ゴーゴーズ） ※「Rei」名義
- JAPANESE PARTY HARDCORE PREMIUM EDITION （11月22日、プレミアム）
- 制服パイパン美少女学園 （11月22日、イエロー）
- アクメセミナー 1 （12月2日、MAD）
- 手コキクリニック ファン感謝祭 3 ユーザー様の熱い妄想から体験談まで、皆様のリクエストにお応えします!! （12月4日、SODクリエイト）
- 口内便器 ～飲尿・飲精・尿ぶっかけ～ （12月4日、ナチュラルハイ）
- レズの華が咲く頃。 vol.2 （12月12日、U&K）
- こだわりの手コキ4時間SP 10 （12月13日、隼エージェンシー）オムニバス作品
- 今日から僕は女子校の教師になっちゃいました （12月18日、アキノリ）
- kira☆kira2周年特別企画 DANCING15GALS☆大乱交レイブ （12月19日、kira☆kira）
- 性感レズエステサロン 9 （12月20日、ピーターズ）オムニバス作品

2009年
- 火曜日は全裸登校日 2 （1月1日、アキノリ）
- SEX向上委員会 01 （1月1日、アイデアポケット）
- JK 5 （1月1日、ABC）
- （裏）手コキクリニック ～完全版～ 性交クリニック ファン感謝祭スペシャル （2月5日、SODクリエイト）
- 転校したら男は僕一人ぼっちだった 5 （2月5日、アキノリ）
- レズオナニー VS レズローション （2月13日、U&K）オムニバス作品
- センズリお手伝い 手コキ編 1 （3月6日、映天）オムニバス作品
- JKSP 見せつけオナニーしまくり120分 （4月1日、ABC/妄想族）オムニバス作品
- 私立IP女学院 4 （4月1日、アイデアポケット
- Les Berry vol.1 （4月17日、U&K）
- FELLATIO FESTIVAL 13 (6月1日、アイデアポケット)オムニバス作品
- 禁断の【妄想】プレイルーム (9月4日、アウダースジャパン)
- DOKIレズ 38 (9月4日、アウダースジャパン)
- JK・女子校生の放課後 見せつけオナニー (9月11日 映天)オムニバス作品
- 悶絶・絶叫・絶頂激イカセスペシャル (9月19日、kichu)オムニバス作品
- 尻フェチ塾（10月1日、ABC/妄想族）オムニバス作品
- ズボズボ！指入れオナニー 5 (10月16日 OFFICE K`S)オムニバス作品
- 禁断の未来日記 (11月6日、アウダースジャパン)
- DOKIレズ 40 (11月6日、アウダースジャパン)

2012年
- TOHJIRO・体液ベストセレクション No1 （1月19日、ドグマ）